# José Ignacio Ceniceros
José Ignacio Ceniceros González (ur. 11 maja 1956 w Villoslada de Cameros) – hiszpański polityk, nauczyciel i samorządowiec, działacz Partii Ludowej, senator, w latach 1999–2015 przewodniczący parlamentu regionu La Rioja, od 2015 do 2019 prezydent tej wspólnoty autonomicznej.

## Życiorys
Uzyskał wykształcenie w zakresie edukacji podstawowej, specjalizując się w filologii francuskiej. Pracował jako nauczyciel, następnie w administracji publicznej.
Zaangażował się w działalność polityczną w ramach Partii Ludowej, pełnił funkcję sekretarza generalnego jej struktur w La Rioja (1988–1990 i 1993–1999). W latach 1989–1993 i 1995–1999 był członkiem hiszpańskiego Senatu. Od 1995 był wybierany na posła do kortezów regionalnych, w latach 1999–2015 pełnił funkcję przewodniczącego parlamentu wspólnoty autonomicznej La Rioja. W 2015 z powodzeniem ubiegał się o stanowisko alkada miejscowości Villoslada de Cameros. Zrezygnował z tej funkcji w związku z powołaniem na urząd prezydenta La Rioja, na którym zastąpił Pedra Sanza. Zakończył urzędowanie w 2019, pozostając deputowanym regionalnego parlamentu na kolejną kadencję. W latach 2017–2022 kierował regionalnymi strukturami ludowców w La Rioja.